# Can’t Blame a Girl for Trying (песня)
"Can't Blame a Girl for Trying" — дебютный сингл американской певицы Сабрины Карпентер с ее дебютного альбома extended play с одноименным названием (2014), который является вступительным треком к мини-альбому. Песня вошла в ее дебютный студийный альбом Eyes Wide Open и стала вторым треком на пластинке. Песня была спродюсирована Брайаном Малуфом и написана Меган Трейнор, Элом Андерсоном и Крисом Гелбудой. Песня была выпущена лейблом Hollywood Records в качестве ведущего сингла с альбома Can't Blame a Girl for Trying 14 марта 2014 года на iTunes, а премьера состоялась за день до этого эксклюзивно на Radio Disney. "Can't Blame a Girl for Trying" - это песня в стиле поп-фолк с элементами поп-музыки в сопровождении акустической гитары. В тексте песни говорится о том, как глупо быть влюбленным и совершать ошибки, но никогда не обвинять тех, кто их совершает. По словам Карпентера, песня идеально описывает тринадцатилетнюю девочку и девочку-подростка.
Песня сопровождалась музыкальным клипом режиссера Кинги Бурзы, премьера которого состоялась на ее канале Vevo 28 марта 2014 года. В 2015 году песня получила музыкальную премию Radio Disney Music Award в категории "Лучшая песня для влюбленных".